# Honorata Martin
Honorata Martin (ur. 13 czerwca 1984 w Gdańsku) – polska artystka uprawiająca malarstwo, rysunek, rzeźbę, performance i fotografię.

## Życiorys
W 2015 roku została laureatką plebiscytu Polacy z werwą w kategorii „kultura i sztuka” oraz plebiscytu Pomorskie sztormy w dziedzinie Kulturalne Odkrycie Roku. W tym samym roku nominowano ją do Splendor Gedanensis i Nagrody Miasta Gdańska dla młodych twórców kultury. W 2011 roku zdobyła III nagrodę w konkursie im. Eugeniusza Gepperta, a w 2013 otrzymała nagrodę publiczności na Gdańskim Biennale Sztuki. W 2016 roku była nominowana do nagrody Paszport „Polityki”.
Od 2013 zatrudniona na Akademii Sztuk Pięknych w Gdańsku na Wydziale Rzeźby i Intermediów jako asystentka.

## Edukacja
W latach 2004–2009 studiowała Malarstwo ze specjalizacją: Fotografia, Sitodruk, Intermedia na Akademii Sztuk Pięknych w Gdańsku. Studia zakończyła dyplomem w Pracowni Malarstwa Mieczysława Olszewskiego i w Pracowni Intermediów Wojciecha Zamiary. W 2007 roku przez semestr studiowała na Uniwersytecie Marmara w Istambule.

## Twórczość
Martin jest artystką wszechstronną działającą w wielu dziedzinach sztuki. Interesują ją przede wszystkim silne emocje, które towarzyszą pokonywaniu lęków. Martin inspirują także uczucia pojawiające się przy przekraczaniu własnych granic nie tylko fizycznych, ale także psychicznych. Przykładem tego może być nagranie pt. Zimno. Film przedstawia performance, w którym artystka siedzi na dachu budynku, ubrana jedynie w strój kąpielowy, i w trzydziestostopniowym mrozie czyta czyta książkę Ryszarda Kapuścińskiego pt. Heban. „Na wczesnej, studenckiej pracy widać zmaganie się z własną fizycznością, urwane frazy czytanych zdań świadczą o ogromnym, fizycznym i psychicznym wysiłku, daleko przewyższającym najcięższą pracę mięśni. Fragment czytanego tekstu w miarę upływu czasu okazuje się bardzo adekwatny do stworzonej przez artystkę sytuacji. Słowa głównego bohatera wypowiadane w momencie śmiertelnego zagrożenia, w ustach Martin w niezamierzony sposób zaczynają odgrywać literacką rolę”. Kolejnym projektem poświęconym przekraczaniu granic jest Wyjście w Polskę. Przedsięwzięcie to zakłada wędrówkę przez Polskę skupiającą się na odwiedzaniu małych miejscowości i wsi, w których Martin prosiła o nocleg. W ramach tej akcji artystka zabrała ze sobą tylko wózek, odzież i śpiwór. Należy dodać, że podróż, w którą wybrała się Martin, nie była z góry planowana. Efektem Wyjścia w Polskę są osobiste doświadczenia artystki i instalacja złożoną z filmu, rysunków i tekstów, które prezentują uczucia i wspomnienia oraz „wyjątkowy i bezlitosny portret Polski B, widzianej zazwyczaj tylko przejazdem przez mieszkańców wielkich miast”. Dokumentacja podróży była wystawiana m.in. w Galerii Raster w Warszawie w 2014 roku.

## Wystawy

### Indywidualne[1][2]
| Nazwa pracy, wystawy lub wydarzenia                | Instytucja                            | Miasto       | Rok  |
| -------------------------------------------------- | ------------------------------------- | ------------ | ---- |
| Wystawa rysunku i malarstwa Zielony Smok           |                                       |              | 2006 |
| Wystawa malarstwa i wideo                          |                                       | Sopot        | 2009 |
| Rysunki                                            | Galeria ŻAK                           | Gdańsk       | 2012 |
| Wystawa multimedialna Bóg Małpa                    | BWA Wrocław                           | Wrocław      | 2015 |
| Performance Zadomowienie w Parku Rzeźby na Bródnie | Muzeum Sztuki Nowoczesnej w Warszawie | Warszawa     | 2015 |
| Wystawa multimedialna Bóg Małpa                    | BWA Zielona Góra                      | Zielona Góra | 2016 |

### Zbiorowe[1][2]
| Nazwa pracy, wystawy lub wydarzenia                                                             | Instytucja                            | Miasto lub państwo                                   | Rok  |
| ----------------------------------------------------------------------------------------------- | ------------------------------------- | ---------------------------------------------------- | ---- |
| Wystawa zbiorowa malarstwa                                                                      | Modelarnia                            | Gdańsk                                               | 2006 |
| Wystawa poplenerowa Zielony Smok                                                                |                                       |                                                      | 2006 |
| Performance ZIMNO 4YOU                                                                          | Instytut Sztuki Wyspa                 | Gdańsk                                               | 2006 |
| Zaprojektowanie pokoju w hotelu artystycznym LALALA                                             | Hotel LALALA – Arthotel               | Sopot                                                | 2007 |
| Udział w PL ART                                                                                 | Modelarnia                            | Gdańsk                                               | 2007 |
| Udział w ART CAR BOOT FAIR                                                                      |                                       | Londyn                                               | 2007 |
| Wystawa rysunku i malarstwa                                                                     | NO ID Gallery                         | Londyn                                               | 2007 |
| Wszystko co najgorsze                                                                           | Galeria PGRart                        | Gdańsk                                               | 2007 |
| Mistrzostwa świata w sitodruku                                                                  | Krzywy Domek                          | Sopot                                                | 2007 |
| Wystawa fotografii Przygoda VI                                                                  | Galeria KDK                           | Kłodzko                                              | 2007 |
| Wystawa fotografii                                                                              | Państwowa Galeria Sztuki w Sopocie    | Sopot                                                | 2007 |
| Performance                                                                                     | Instytut Sztuki Wyspa                 | Gdańsk                                               | 2007 |
| Performance                                                                                     | Uniwersytet Gdański                   | Gdańsk                                               | 2007 |
| Performance                                                                                     | Kunst Academy                         | Münster                                              | 2007 |
| Wystawa sitodruku Świeżo Drukowane                                                              | Muzeum Lubelskie                      | Lublin                                               | 2008 |
| 70% OFF                                                                                         | Centrum Sztuki Manhattan              | Gdańsk                                               | 2008 |
| Gdańsk – old town, new idea                                                                     |                                       | Szkocja                                              | 2008 |
| ADHD                                                                                            | Sfinks                                | Sopot                                                | 2008 |
| Udział w performansie Marioli Brillowskiej Pink flamingo                                        | Sfinks                                | Sopot                                                | 2008 |
| Wystawa malarstwa, acibaden                                                                     |                                       | Istambuł                                             | 2008 |
| Ciekawe rzeczy                                                                                  | Sanatorium                            | Sopot                                                | 2008 |
| Organizowanie oraz uczestnictwo w wystawie i targach sztuki Swelina                             |                                       | Sopot                                                | 2009 |
| Performance w ramach Studniówki                                                                 | Sfinks                                | Sopot                                                | 2009 |
| Pokaz sitodruku w ramach Bakalii czyli dnia mody i dizajnu                                      | Vespa                                 | Gdańsk                                               | 2009 |
| Wystawa malarstwa                                                                               | Sfinks                                | Sopot                                                | 2009 |
| Wystawa w ramach festiwalu Streetwaves                                                          | Nadbałtyckie Centrum Kultury          | Gdańsk                                               | 2009 |
| Wystawa Przyjdź mamo na przysięgę                                                               | Galeria PiTiPa                        | Gdańsk                                               | 2009 |
| Wystawa Wolność wyboru. Wybór wolności                                                          | Nadbałtyckie Centrum Kultury          | Gdańsk                                               | 2009 |
| Udział w galerii billboardowej w ramach imprezy miejskiej Cudawianki                            |                                       | Gdynia                                               | 2009 |
| Wystawa rysunku i malarstwa Zakopane                                                            | Galeria CUUD                          | Gdynia                                               | 2009 |
| Wystawa Letni nieletni. Młodzież w sztuce współczesnej                                          | Zachęta – Narodowa Galeria Sztuki     | Warszawa                                             | 2010 |
| Instalacja baru wg własnej koncepcji wraz z wideo i performancem w ramach fastiwalu Grassomania |                                       | Gdańsk                                               | 2010 |
| Performance w ramach festiwalu 736 km                                                           |                                       | Brzyskorzystewko, Lwówek Śląski, Pańska Skała, Praga | 2010 |
| Performance Polny Robik w ramach festiwalu Streetwaves                                          |                                       | Gdańsk                                               | 2010 |
| Performance 4 Kąty wraz z Aurorą Lubos i Piotrem Pawlakiem                                      | Gdańska Galeria Miejska               | Gdańsk                                               | 2010 |
| Oprawa wizualna koncertu Macieja Stendeka                                                       | Galeria e66                           | Gdańsk                                               | 2010 |
| Oprawa wizualna muzyki Macieja Stendeka                                                         | Teatr w Oknie                         | Gdańsk                                               | 2010 |
| Performance Uje Muje Dzikie Węże                                                                | Teatr w Oknie                         | Gdańsk                                               | 2010 |
| Spektakl muzyczno-wizualny w ramach Dorocznej Nagrody Ministra Kultury i Dziedzictwa Narodowego | Dwór Artusa                           | Gdańsk                                               | 2010 |
| Instalacja Las w ramach Łaźni Damskiej                                                          | Centrum Sztuki Współczesnej „Łaźnia”  | Gdańsk                                               | 2010 |
| Wystawa Uje Muje Dzikie Węże                                                                    | Gdańska Galeria Güntera Grassa        | Gdańsk                                               | 2010 |
| Wystawa malarstwa i rysunku w ramach festiwalu Miniaturen                                       |                                       | Brema                                                | 2010 |
| Instalacja i performance w ramach projektu OFF CENTRE / POZA CENTRUM                            |                                       | Sopot                                                | 2011 |
| Wystawa w ramach Ekologicznego Pensjonatu Kultury                                               |                                       | Sopot                                                | 2011 |
| Instalacje malarskie w przestrzeni publicznej w ramach projektu 400 km                          |                                       | Tczew, Nowy Dwór Gdański                             | 2011 |
| Instalacja w mieszkaniu prywatnym Przyjdź i weź co chcesz                                       |                                       | Gdańsk                                               | 2011 |
| Targi Sztuki Kobiet                                                                             | Centrum Sztuki Współczesnej „Łaźnia”  | Gdańsk                                               | 2013 |
| Hydro astice city                                                                               | Nadbałtyckie Centrum Kultury          | Gdańsk                                               | 2013 |
| Instalacja Dom w ramach festiwalu Streetwaves                                                   |                                       | Gdańsk                                               | 2013 |
| ROZWÓJ – między genami a memami                                                                 | Galeria Spiż 7                        | Gdańsk                                               | 2013 |
| Kurator Libera: Artysta w czasach beznadziei                                                    | BWA Wrocław                           | Wrocław                                              | 2013 |
| Co widać. Polska sztuka dzisiaj                                                                 | Muzeum Sztuki Nowoczesnej w Warszawie | Warszawa                                             | 2014 |
| Społeczeństwo jest niemiłe                                                                      | Galeria Raster                        | Warszawa                                             | 2014 |
| Instalacja Welcome na festiwalu Parkowanie                                                      |                                       | Gdańsk                                               | 2014 |
| Köklere Dönüş / Into the Country                                                                | SALT Ulus                             | Ankara                                               | 2014 |
| Alternativa 2014: Codzienność                                                                   | Hala B90                              | Gdańsk                                               | 2014 |
| Manifestacje Romantyczne                                                                        | Galeria BWA Sokół                     | Nowy Sącz                                            | 2014 |
| Pokaz filmowy High Price                                                                        | Muzeum Sztuki Nowoczesnej w Warszawie | Warszawa                                             | 2014 |
| From longing to belonging / Z tęsknoty do przynależności                                        | Centrum Sztuki Współczesnej „Łaźnia”  | Gdańsk                                               | 2014 |
| UMENIE NA HLAVE / PROCEDURES FOR THE HEAD. Polish Art Today                                     | Kunsthalle Bratislava                 | Bratysława                                           | 2015 |
| Ars moriendi / Sztuka umierania                                                                 | BWA w Tarnowie, BWA w Olsztynie       | Tarnów, Olsztyn                                      | 2015 |
| Absolwent                                                                                       | Instytut Sztuki Wyspa                 | Gdańsk                                               | 2015 |
| Rainbow in the Dark                                                                             | Malmö Art Museum                      | Malmö                                                | 2015 |
| Wikiup w ramach konkursu Spojrzenia 2017 – Nagroda Deutsche Bank                                | Zachęta – Narodowa Galeria Sztuki     | Warszawa                                             | 2017 |
| Dzień dobry w ramach wystawy Polska Gościnność                                                  | Muzeum Współczesne Wrocław            | Wrocław                                              | 2019 |
| Z wysoka widok jest piękniejszy w ramach wystawy stałej Prywatne mitologie. Urodziny Marty      | Muzeum Współczesne Wrocław            | Wrocław                                              | 2019 |